# A Goon's Deed in a Weary World
"A Goon's Deed in a Weary World" é o 11.º episódio da sétima e última temporada da série de televisão de comédia de situação norte-americana 30 Rock, assim como o 136.º e penúltimo da série em geral. A sua transmissão original decorreu nos Estados Unidos na noite de 24 de Janeiro de 2013 através da rede de televisão National Broadcasting Company (NBC). A sua realização ficou sob responsabilidade de Jeff Richmond, que também assume as funções de supervisor musical e produtor executivo, enquanto o argumento foi co-escrito por Lang Fisher e Nina Pedrad, esta última a editora de história do seriado. Richmond e Pedrad, além de terem trabalhado na produção do episódio, também fizeram participações nele, assim como o produtor executivo Jack Burditt. Outros artistas convidados em "A Goon's Deed in a Weary World" incluem James Marsden, Matt Oberg, Todd Alan Crain, Steve Higgins, Beau Baxter, Remy Bond, D'Arcy Fellona, Dante Hoagland, Josh Lamon, Subhas Ramsaywack, Christa Scott-Reed.
O enredo do episódio centra-se nos esforços de Liz Lemon (interpretada por Tina Fey) tentar salvar o TGS with Tracy Jordan (TGS), seu programa de televisão que foi cancelado no episódio anterior, enquanto lida com o processo final da adoção de duas crianças juntamente com o seu namorado Criss Chros (Marsden). Tracy Jordan (Tracy Morgan) e Jenna Maroney (Jane Krakowski), estrelas do TGS, começam a fazer planos para as suas carreiras fora do TGS, enquanto o estagiário Kenneth Parcell (Jack McBrayer) interfere com o processo de Jack Donaghy (Alec Baldwin) na sua escolha do novo presidente da NBC.
Em geral, "A Goon's Deed in a Weary World" foi recebido com aclamação universal pela crítica especialista em televisão do horário nobre, com diversos analistas demonstrando extrema satisfação pelo modo como o seriado optou por encerrar as sua história. A maior parte dos elogios foram destinados ao equilíbrio entre humor e emoção sem afetar o estilo único e irreverente da série., assim como ao desenvolvimento dos personagens principais, especialmente Liz e Jack. Embora tenha havido alguns pontos de debate, como a evolução de algumas personagens e o ritmo dos últimos episódios, a impressão geral foi de que o episódio pareceu um episódio final digno da reputação do seriado, assim como do seu impacto na televisão. Alec Baldwin recebeu uma nomeação a um prémio Emmy do horário nobre pelo seu desempenho no episódio.
De acordo com as estatísticas publicadas pelo serviço de mediação de audiências Nielsen Ratings, "A Goon's Deed in a Weary World" foi assistido por 3,81 milhões de telespectadores durante a sua transmissão original norte-americana, um recorde para a temporada, e recebeu a classificação de 1,4 e quatro de share no perfil demográfico dos telespectadores entre os dezoito aos 49 anos de idade.

## Produção e desenvolvimento

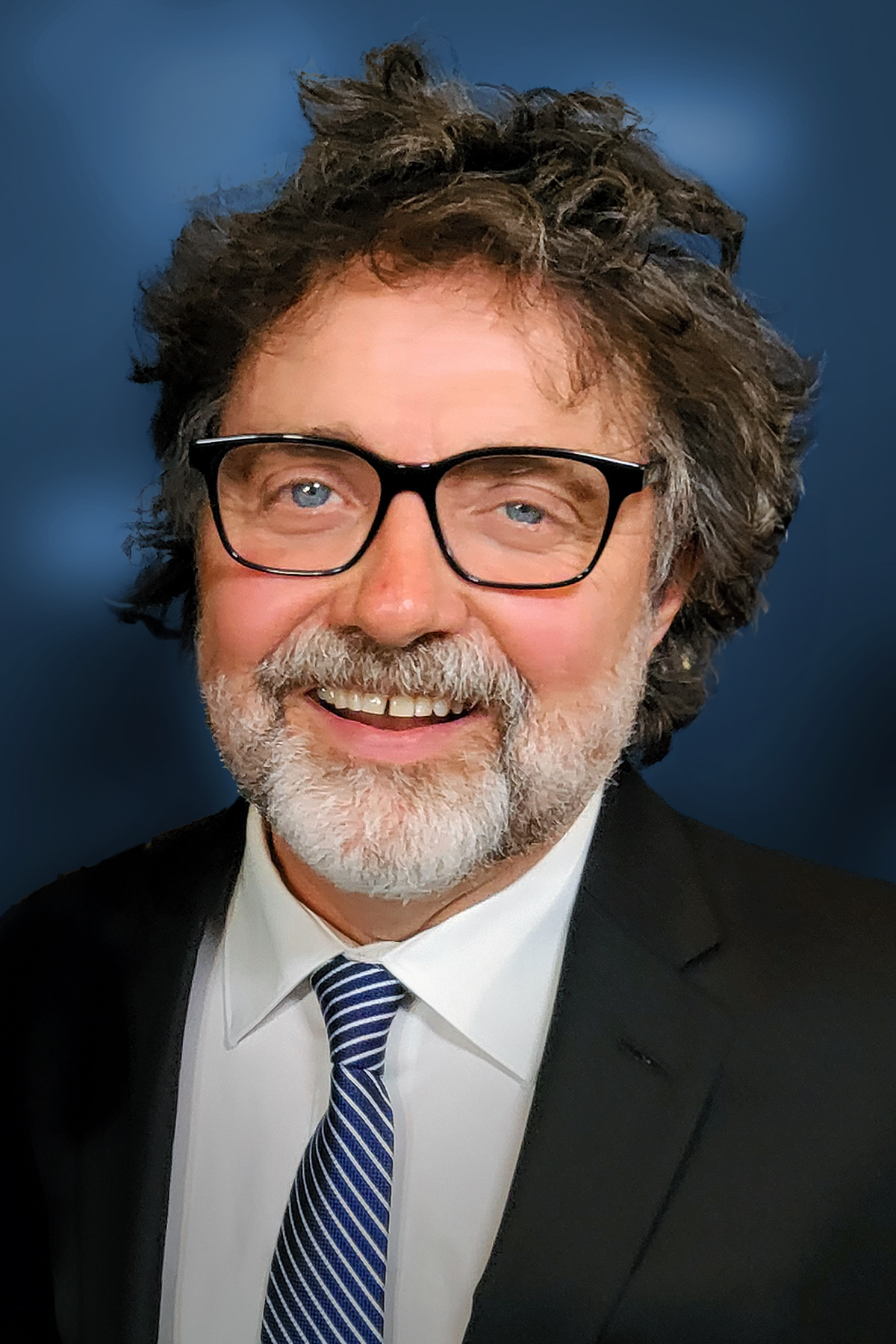
Jeff Richmond realizou o episódio e também fez uma participação especial pela nona vez.

"A Goon's Deed in a Weary World" é o 11.º e penúltimo episódio da sétima e última temporada de 30 Rock. O seu enredo foi co-escrito por Lang Fisher, na sua única vez a trabalhar em 30 Rock, e Nina Pedrad, na sua segunda e última vez a redigir um guião para o seriado, após "Nothing Left to Lose" na sexta temporada. Pedrad assume também a função de editora de história do seriado. A realização do episódio ficou sob responsabilidade de Jeff Richmond, que também assume as funções de supervisor musical e produtor executivo. Além disso, ele é esposo de Tina Fey — criadora, produtora executiva, argumentista-chefe e atriz principal de 30 Rock — e este foi o seu quinto crédito recebido pela realização de um episódio. Além de terem trabalhado nos respetivos guião e realização de "A Goon's Deed in a Weary World", Pedrad e Richmond também fizeram participações no episódio desempenhando uma participante persa da competição televisiva Homonym e Alfonso Disparioso, tocador de piano do TGS, respetivamente. Para Richmond, esta foi a sua nona vez a participar de um episódio da série. Outro membro da produção de 30 Rock que participou de "A Goon's Deed in a Weary World" foi o produtor executivo Jack Burditt, no papel de Coronel. Ele já havia também participado antes, nos episódios "The One with the Cast of Night Court" como um homem sem-abrigo e em "Flu Shot" como um homem numa loja de dónutes, porém não recebeu crédito pelas suas cenas.
O comediante Matt Oberg participou de "A Goon's Deed in a Weary World" desempenhando Edward. Ele já havia participado antes em "The Rural Juror", na primeira temporada. Outras participações neste episódio foram as de Steve Higgins, novamente como apresentador do programa de televisão Homonym, e a 11.ª de Subhas Ramsaywack com a sua personagem homónima. Na altura, Higgins era um dos produtores e argumentistas do Saturday Night Live (SNL), um programa de televisão humorístico norte-americano transmitido pela NBC no qual Fey foi argumentista-chefe entre 1999 e 2006. Vários membros do elenco e equipa do SNL já fizeram uma participação em 30 Rock e, inversamente, vários membros da equipa de 30 Rock já trabalharam no SNL, tais como John Lutz, argumentista entre 2003 a 2010, e Beth McCarthy-Miller, realizadora entre 1995 e 2006. Ambos Fey e Tracy Morgan integraram o elenco principal do SNL, com Fey sendo ainda a apresentadora do segmento Weekend Update. O ator Alec Baldwin apresentou o SNL por dezassete vezes, o maior número de episódios por qualquer personalidade.

## Enredo
Após ter sido informada no fim do episódio anterior que existem duas crianças disponíveis para adoção, Liz Lemon (Tina Fey) pondera esta possibilidade. Ao mesmo tempo, ela descobre que precisa fazer um esforço simultâneo para concluir a adoção e tentar convencer os executivos da NBC a não prosseguirem com o cancelamento do TGS. Ela começa a trabalhar em um orçamento zero para o programa, usando recursos criativos como telas verdes e patrocínios inusitados, e pede o apoio da sua equipa de produção, assim como das estrelas do TGS, Tracy Jordan (Tracy Morgan) e Jenna Maroney (Jane Krakowski). Porém, esta dupla acaba por se focar nas suas próprias carreiras pós-TGS, planeando estrelar como gémeos siameses num filme no qual Tracy desempenha o Pai Natal e Jenna uma presidente dos Estados Unidos jovem, e ambos estão apaixonados pela mesma mulher. Liz enfrenta dificuldades em encontrar patrocinadores adequados para o TGS, chegando a procurar Edward, diretor executivo da Bro Body Douche, que convence-a a mudar o nome do programa para Man Cave e usar o seu próprio nome fictício Todd. Momentos antes da emissão do programa aos executivos da NBC, Liz recebe uma chamada do seu namorado Criss Chros (James Marsden) informando-lhe sobre a chegada antecipada das crianças, mas ela diz que não poderá ir recebê-los no aeroporto pois tem de salvar o TGS. No final, Liz fica dissatisfeita pelos esforços insuficientes da sua equipa para produzir um programa de qualidade, e todos eles surpreendem-lhe ao pedirem demissão, permitindo-a ir ao aeroporto buscar os seus filhos adotivos Terry (Dante Hoagland) e Janet (Remy Bond), que são versões miniaturas de Tracy e Jenna.
Entretanto, Jack Donaghy (Alec Baldwin) está à procura de alguém para substituir-lhe na sua função de presidente da NBC. Ele convida quatro homens para testar as suas capacidades, e pede ao estagiário Kenneth Parcell (Jack McBrayer) para que os acompanhe em uma digressão pelos estúdios da NBC. Kenneth fica entusiasmado pela oportunidade de ajudar, mas acaba por fazer uma alteração no plano original de Jack, que pretende escolher o mais implacável para lhe substituir. O estagiário fica encantado por um dos candidatos e tenta convencer Jack a escolher-lhe, mas este fica irritado pelas peripécias de Kenneth. Mais tarde, juntos descobrem que o candidato ideal, Mr. MacGuffin, tem planos de destruir a rede.

## Referências culturais

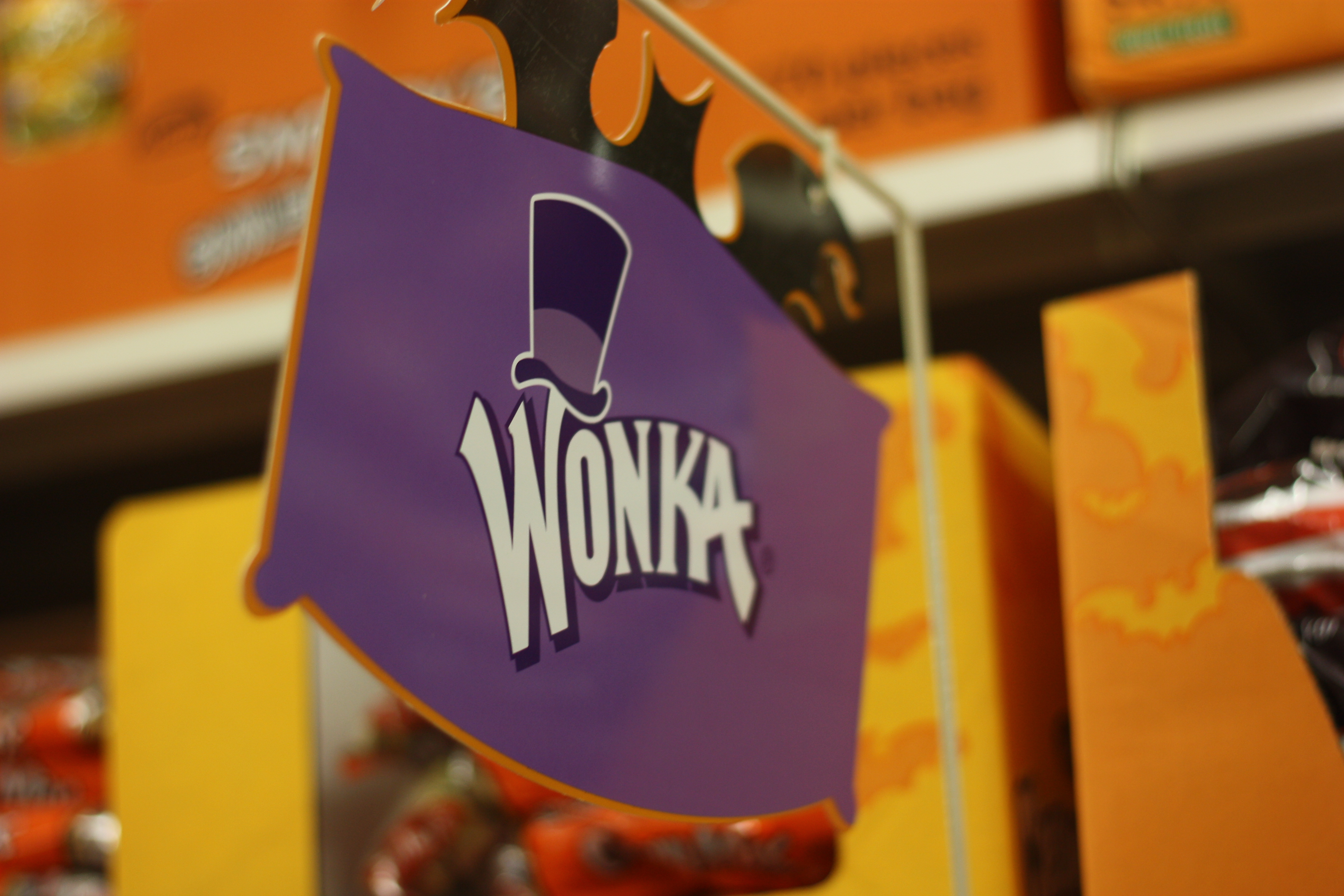
A trama de Jack em "A Goon's Deed in a Weary World" foi inspirada no filme Willy Wonka & the Chocolate Factory (1971).